# بوركتاون
بوركتاون هي بلدة، في أستراليا، تقع في كوينزلاند، هي عاصمة Shire of Burke ‏، بلغ عدد سكانها 202  نسمة وذلك حسب إحصائيات سنة 2011، رمزها البريدي هو 4830.

## المناخ
يظهر الجدول التالي التغييرات المناخية على مدار السنة لبوركتاون:
| البيانات المناخية لـبوركتاون      | البيانات المناخية لـبوركتاون | البيانات المناخية لـبوركتاون | البيانات المناخية لـبوركتاون | البيانات المناخية لـبوركتاون | البيانات المناخية لـبوركتاون | البيانات المناخية لـبوركتاون | البيانات المناخية لـبوركتاون | البيانات المناخية لـبوركتاون | البيانات المناخية لـبوركتاون | البيانات المناخية لـبوركتاون | البيانات المناخية لـبوركتاون | البيانات المناخية لـبوركتاون | البيانات المناخية لـبوركتاون |
| الشهر                             | يناير                        | فبراير                       | مارس                         | أبريل                        | مايو                         | يونيو                        | يوليو                        | أغسطس                        | سبتمبر                       | أكتوبر                       | نوفمبر                       | ديسمبر                       | المعدل السنوي                |
| --------------------------------- | ---------------------------- | ---------------------------- | ---------------------------- | ---------------------------- | ---------------------------- | ---------------------------- | ---------------------------- | ---------------------------- | ---------------------------- | ---------------------------- | ---------------------------- | ---------------------------- | ---------------------------- |
| الدرجة القصوى °م (°ف)             | 46.0 (114.8)                 | 43.2 (109.8)                 | 41.1 (106.0)                 | 40.6 (105.1)                 | 39.5 (103.1)                 | 35.0 (95.0)                  | 34.6 (94.3)                  | 36.0 (96.8)                  | 39.0 (102.2)                 | 41.7 (107.1)                 | 44.4 (111.9)                 | 43.8 (110.8)                 | 46.0 (114.8)                 |
| متوسط درجة الحرارة الكبرى °م (°ف) | 34.2 (93.6)                  | 33.6 (92.5)                  | 33.5 (92.3)                  | 33.1 (91.6)                  | 30.5 (86.9)                  | 28.0 (82.4)                  | 27.7 (81.9)                  | 29.4 (84.9)                  | 31.9 (89.4)                  | 34.2 (93.6)                  | 35.4 (95.7)                  | 35.4 (95.7)                  | 32.2 (90.0)                  |
| متوسط درجة الحرارة الصغرى °م (°ف) | 25.0 (77.0)                  | 24.6 (76.3)                  | 23.5 (74.3)                  | 20.7 (69.3)                  | 17.1 (62.8)                  | 14.3 (57.7)                  | 13.2 (55.8)                  | 14.5 (58.1)                  | 17.7 (63.9)                  | 21.1 (70.0)                  | 23.6 (74.5)                  | 24.8 (76.6)                  | 20.0 (68.0)                  |
| أدنى درجة حرارة °م (°ف)           | 17.2 (63.0)                  | 16.1 (61.0)                  | 15.0 (59.0)                  | 9.9 (49.8)                   | 5.7 (42.3)                   | 4.4 (39.9)                   | 3.3 (37.9)                   | 3.7 (38.7)                   | 7.6 (45.7)                   | 10.9 (51.6)                  | 14.2 (57.6)                  | 15.0 (59.0)                  | 3.3 (37.9)                   |
| معدل هطول الأمطار مم (إنش)        | 224.9 (8.85)                 | 198.4 (7.81)                 | 157.4 (6.20)                 | 25.4 (1.00)                  | 6.0 (0.24)                   | 6.2 (0.24)                   | 2.3 (0.09)                   | 0.8 (0.03)                   | 1.9 (0.07)                   | 12.5 (0.49)                  | 38.8 (1.53)                  | 116.8 (4.60)                 | 791.4 (31.15)                |
| متوسط الأيام الممطرة (≥ 0.2 mm)   | 11.6                         | 11.6                         | 7.9                          | 2.0                          | 0.8                          | 0.6                          | 0.4                          | 0.2                          | 0.3                          | 1.3                          | 3.6                          | 7.0                          | 47.3                         |
| متوسط الرطوبة النسبية (%)         | 71                           | 74                           | 67                           | 52                           | 47                           | 46                           | 44                           | 41                           | 42                           | 47                           | 52                           | 61                           | 54                           |
| المصدر: Bureau of Meteorology     |                              |                              |                              |                              |                              |                              |                              |                              |                              |                              |                              |                              |                              |